# 手鞠歌
手鞠歌（てまりうた。手まり歌、手まり唄、手毬歌、手毬唄などとも表記）は、少女たちが手まりをつきながら歌った童歌、遊び歌の一種である。

## 概説
明治の中期頃からゴムが安価になり、よく弾むゴムまりがおもちゃとして普及してからは、正月だけでなく通年の遊びとなった。そのリズミカルな運動にあわせた、さまざまな歌が作られ、童歌として各地に伝わる。なお、江戸時代から遊郭などには手毬歌なるものがあったが、日露戦争や、明治中・後期に話題になった文芸作品に題材を取ったものが多く残るのは、子供の遊びとして広く普及してからと思われる。歌の最後でスカートで手まりを隠したり、後ろ手に取ったりなど様々な「フィニッシュ」をとることが多い。
1950年代までは、路地で手まり歌を歌いながら毬をつく少女の姿が見られたものだが、路地にも車が入るようになり、また、テレビが普及して、子供が戸外で遊ぶことが少なくなったことから、今ではほとんど忘れられている。

## 代表的な手鞠歌

### 京の手まり歌（丸竹夷）
まるたけえびすに、おしおいけ、あねさんろっかく、たこにしき、しあやぶったかまつまんごじょう、せったちゃらちゃらうおのたな、ろくじょうひっちょうとおりすぎ、はっちょうこえればとうじみち、くじょうおうじでとどめさす
丸太町・竹屋町・夷川・二条・押小路・御池、姉小路・三条・六角・蛸薬師・錦・四条・綾小路・佛小路・高辻・松原・万寿寺・五条、雪駄屋町（今の楊梅通）・魚の棚、六条、七条・八条・九条の横の通りをうたう。なお、様々なバージョンが存在し、これが正しいというものではない。

### 一列談判
一列談判は1950年代頃までよく歌われていた東京の手まり歌。イチ、ニ、サ、シ…と各句の頭に数字を読み込んだ数え歌の形をとっている。「一列」は意味不明だが、「一月」（日露開戦直前の1904年1月に最後の交渉が決裂したことを指す）の転訛とも、「日列」（=日本対列強）の転訛とも、交渉会場のテーブルが一列に並んでいるから、ともいう。
一列談判破裂して、日露戦争始まった
さっさと逃げるはロシヤの兵、死んでも尽すは日本の兵
五万の兵を引き連れて、六人残して皆殺し
七月十日の戦いに、哈爾浜（はるぴん）までも攻め破り
クロパトキンの首を取り、東郷元帥万々歳
他の歌
１(一)列談判破裂して
２(に)ちろ戦争が始まった
３(さっさ)と逃げるはロシアの兵
４(死)んでも戦う日本の兵
５万の兵を引き連れて
６人残して皆殺し
７月１０日の戦いに
８艘軍艦沈めたり
９(ク)ロポトキンの首を取り
１０(とお東)郷大将ばーん万歳

### 乃木大将
乃木大将も1950年代頃まで全国でよく歌われていた手まり歌。最後の語句が、最初の語句に戻り延々ループするしりとり歌になっているのが特徴で、手毬歌や縄跳び歌として歌われた。しりとり歌であるため、「野蛮国（架空の国?または当時のロシアは大国ながら民度の低い国とされ「野蛮国」とも言われたとも）」、「土瓶の口（砲台のことか?）」、「金の玉（財宝?、弾丸?、睾丸?）」「チャンチャン棒（鈴のついた棒。当時の清国人への蔑称チャンチャン坊）」「犬格子」ちなど若干意味不明な語句が連なっている。
以下は一例であり、実際には地域や人により、様々なバージョンに変化して歌われていた。
日本の、乃木さんが、凱旋す、雀、目白、ロシヤ、
野蛮国、クロパトキン、金の玉、
負けて逃げゆくチャンチャン棒（坊）、
棒で叩くは犬格子（犬殺し）、
シベリア鉄道長けれど、
土瓶の口から火を噴けば、バルチク艦隊壊滅し、
死ぬ気で尽すは日本の、乃木さんが、凱旋す…

## 手鞠歌をモチーフとした楽曲
1937年（昭和12年）に発売され、大ヒットした中野忠晴とコロムビア・リズム・ボーイズの「山寺の和尚さん」（作詞：久保田宵二、作曲：服部良一）は、古くから歌われた手鞠歌をモチーフとして、新たな歌詞と曲をつけた曲である。